# Cenzor
Cenzor (latinsko censor, ocenjevalec, presojevalec), v Rimski republiki voljeni funkcionar, pozneje državni uradnik ali honorarni strokovnjak, ki nadzira (cenzurira) objavi namenjene spise, časopise, filme, radijske in televizijske oddaje, internet in včasih tudi zasebno korespondenco. 
Cenzor je bil v starem Rimu od leta 443 pr. n. št. do okoli leta 85 n. št. eden dveh visokih uradnikov, ki sta nadzorovala izvajanje cenzusa, tj. periodičnega popisa prebivalstva in ocenitve premoženja državljanov. Cenzor je bil praviloma voljen vsakih pet let, največkrat iz vrst nekdanjih konzulov. Od leta 351 pr. n. št. so lahko cenzorsko funkcijo opravljali tudi pripadniki preprostega ljudstva (plebejci).
Obstajala sta dva cenzorja, ki sta izvajala nadzor nad moralo (cura morum) in popisom premoženja (cenzus) državljanov, senatorjev in plemičev. Popis se je vršil na Marsovem polju. Vsak državljan je moral pod prisego dati osebne podatke o sebi in svoji družini, ter podatke o finančnem in nepremičninskem stanju ter številu sužnjev. Zbrani podatki so služili za odmero davka in napotitev v vojaške enote (centurija), nadzorovanje državne lastnine, dodeljevanje državnih sredstev in javnih stavb, zakup državnih dohodkov in izvajanje neke oblike moralnega sodstva.
Cenzor je lahko kaznoval moralno neodobravano vedenje v zasebnem življenju posameznika zgolj z opominom, višjo obdavčitvijo ali javno grajo (nota censuria) in uvrstitvijo v nižjo stanovsko skupino.

## Naloge cenzorjev
- nadzor javne morale (cura morum)
- ugotavljanje premoženjskega stanja in vpis v imovinske in vojaške razrede (census civium)
- odmera davka
- imenovanje in odpoklic senatorjev
- popis in brisanje vitezov (census equitum) iz konjeniške centurije
- odločanje o najemu državne lastnine
- skrb o gradnji in vzdrževanju državnih cest in vodovodov

## Znani cenzorji
- Servij Tulij, prvi rimski cenzor
- Apij Klavdij Slepi (Appius Claudius Caecus)

## Slovenski cenzorji
- Jurij Paušek
- Matija Čop
- Jernej Kopitar
- Fran Miklošič